# Аргуново (Никольский район)
Аргу́ново — деревня в Никольском районе Вологодской области, административный центр Аргуновского сельского поселения и Аргуновского сельсовета. Расположена на реке Шарженга.

## Происхождение названия
По мнению Ю. И. Чайкиной географическое название деревни произошло от вологодского диалектного слова «аргать», что дословно обозначало «рычать». Соответственно производным от «аргать» являлось слово «аргун», обозначавшее характер человека, склонного к крику и ворчливости.

Существует и другое предположение. Вероятно, название изучаемого населённого пункта было связано с владимирскими плотниками, которые в письменных источниках получили определение «аргунов». Происхождение этих именований было связано с небольшим селом Аргуново Покровского уезда Владимирской губернии, которое издавна славилось своими плотницкими традициями. «Аргунами» русские крестьяне именовали всех владимирских плотников. Поэтому, согласно этой версии, название деревни Аргуново определил некий «аргун».

## История
Деревня была образована в 1623—1626 годах. После крестьянской реформы Аргуново стало центром одноимённой (Аргуновской) волости.
Путём застройки Аргуново постепенно слилось с двумя рядом стоящими деревнями — Семёнка и Мичково. Исторически, центром деловой, торговой и культурной жизни местного населения являлась деревня Семёнка. Там располагались церковь, школа, поповские дома, магазины и склады. Но с приходом советской власти 5 июня 1924 года администрация территориально расположилась в деревне Аргуново, а на основе Аргуновской волости был образован Аргуновский сельсовет, который 6 декабря 2004 года был преобразован в сельское поселение. Главой поселения избран мэр.
В советское время в деревне располагалось управление колхозом «Счастливый путь», были построены почта, клуб, столовая, механизированный парк, магазины, новая больница, новая школа, в церкви расположили хлебозавод и склады. В одном из экспроприированных купеческих домов расположили библиотеку, другой (напротив) оборудовали под маслозавод (сегодня разрушен). На окраине построен новый маслозавод, асфальтирована дорога. К 90-м годам колхоз пришёл в упадок, парк техники развален, маслозавод остановил деятельность, начался массовый отток молодёжи в районный и областной центры.
После распада СССР колхоз расформирован, территория маслозавода продана в частное владение и переоборудована в кроликоведческую ферму. Колхозные земли отданы в собственность и долгосрочную аренду. Магазины в части д. Семёнка закрыты, вся деловая активность смещена в д. Аргуново ближе к трассе. Хлебозавод закрыт, идёт восстановление церквей.

## Общая информация

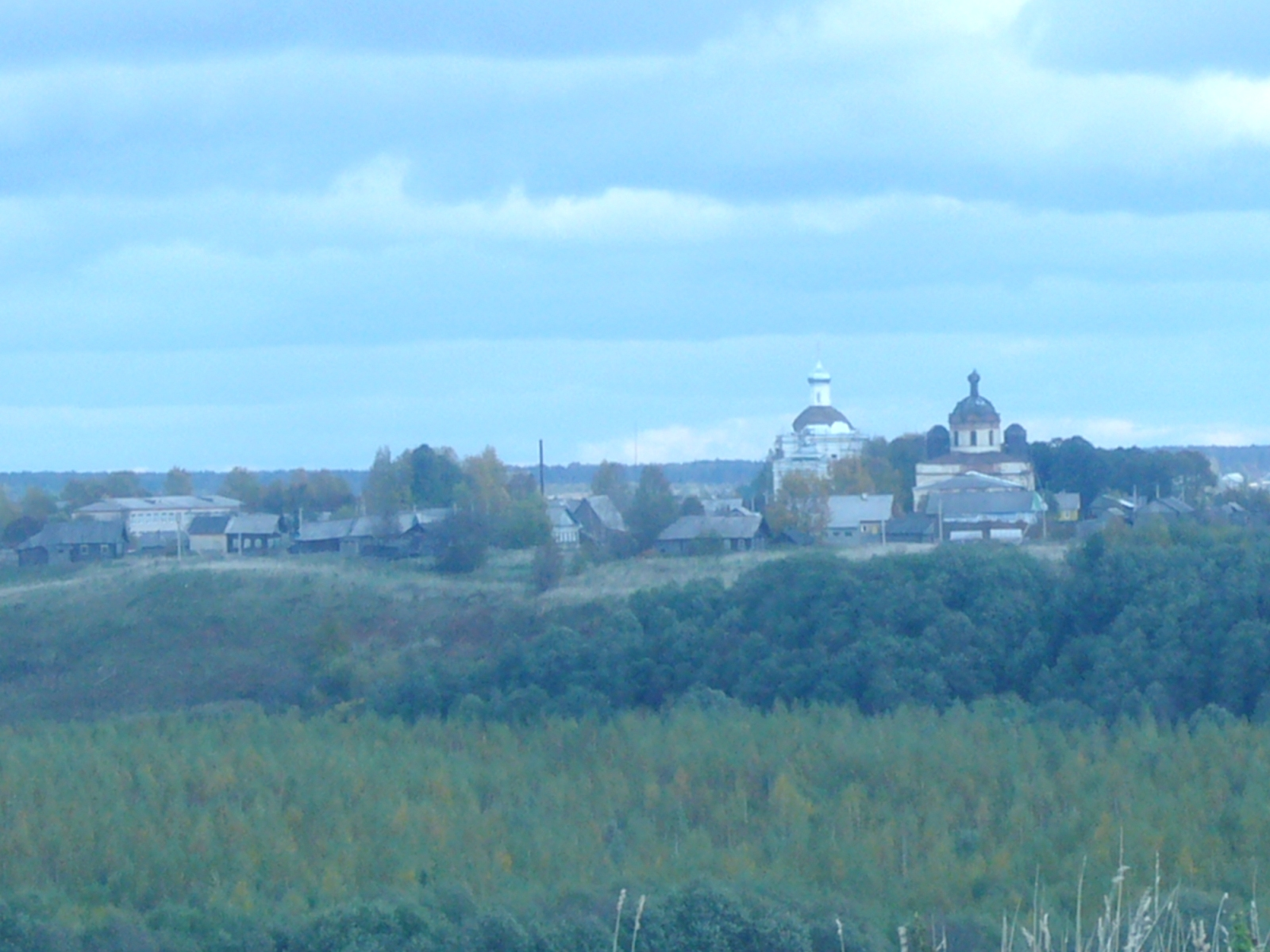
Аргуново

Деревня разделена на 6 улиц (Новая, Садовая, Центральная, Берёзовая, Полевая, Молодёжная) и 1 переулок (Тихий).
В деревне есть учреждение среднего образования — Аргуновская средняя образовательная школа. Лечение местные жители проходят в больнице в деревне Семёнка, хоронят — на кладбище в деревне Чернцово, запись актов гражданского состояния осуществляют непосредственно в районном центре — городе Никольске. Аргуново относится к участку № 17 Никольского РОВД.
В деревне работают 4 действующих магазинов. Доступны услуги сотового оператора «МегаФон». Среди телевизионных каналов присутствуют «Первый канал» и «Россия».
Через Аргуново проходят межрайонные (Вологда-Никольск, Череповец-Никольск) автобус. Кроме того, от Вологды до Никольска через Аргуново ходят маршрутки («Гарант», «Экспресс», «Золотое кольцо», «Камелия»).

## Население
| 2002 | 2010 |
| ---- | ---- |
| 256  | ↘228 |

По переписи 2002 года население — 256 человек (126 мужчин, 130 женщин). Всё население — русские.

## Традиции и культурные обычаи
В деревне есть как свой праздник — Заговенье (30 мая) — так и праздник сельского поселения — Тихвинская ярмарка (праздник «Чудесное явление Тихвинской Божьей матери», 9 июля).
Традиционная «народная» одежда женской части коренного населения называется «парочка» — состоит из 2х (верхней и нижней) частей костюма (юбки и блузки), выполненных в одном стиле, традиционно красного, розового или голубого оттенка с ажурной оторочкой лентами и кружевом на груди. В настоящее время «парочки» надевают в основном женщины пожилого возраста во время больших религиозных праздников.
Песенный фольклор включает многочисленные частушки, поющиеся под гармонь или тальянку с обиванием ногами своеобразного ритмического рисунка, а также оставшиеся в наследие, но практически забытые обрядовые песни-плачи.
 
Это штё да у тя, батюшко,
Это штё да у тя, батюшко. 

На широкой на улочке,
На широкой на улочке.

На большой на дороженьке,
[На боль]шой на дороженьке.

Штё за гости наехали,
Штё за гости наехали.

Али хлебом закупшицьки,
Али хлебом закупшицьки.

Али деньгам осцётшицьки,
Али деньгам исчётчики.

Выдвигай-ко ты, батюшко,
Выдвигай-ко ты, батюшко.

Столы белодубовые,
Столы белодубовые.

Сади-ко ты, батюшко,
Сади-ко ты, батюшко.

В сутки гостя любимого,
В сутки гостя любимого.

И сердечного дитятко,
И сердечного дитятко.

По высокому терему,
По высокому терему.

Ты ступай да выступывай,
Ты ступай да выступывай.

Сердечино дитятко.
Сердечино дитятко.

По высокому терему,
По высокому терему.

Выдвигай-ко ты, батюшко,
Выдвигай-ко ты, батюшко.

Столы белодубовые,
Столы белодубовые.

Сади-ко ты, батюшко,
Сади-ко ты, батюшко.

В сутки гостью любимую.
В сутки гостью любимую.

Уж мы ждали да сождали,
Уж мы ждали да сождали.

Да мы всем гостям на руки,
Да мы всем гостям на руки.

Одному гостю навеки.
Одному гостю навеки.
Забвение традиций, постепенная утрата духовности, угасание жизни в деревне очень беспокоят многих местных жителей, особенно сельскую интеллигенцию.
 
Позабыта деревня, заброшена,

Никому ты теперь не нужна.

На лугах трава в пояс не кошена,

Зарастают в округе поля. (...)

Позабыли тебя, позабросили, 

Ты свой век доживаешь в тиши.

Ты душою была для России,

Как же дальше нам жить без души?!
 Елена Ивановна Зубова (учительница Аргуновской школы)
Среди поэтов особым почитанием в деревне пользуется уроженец Никольского района Александр Яшин.
 
«Кто такой Яшин?» – спросите вы.

Он – это я, это ты, это мы.

Он – это звёздочка в небе ночном,

Он – это хлебушек в доме моём.

Он – кисть рябинки.

Он – ветка сосны.

Он – ручеёк, что журчит вперелив.

Он – наша совесть.

Он – наша честь.

Он – наша жизнь.

Да всего и не счесть.

Лучше возьми-ка ты томик стихов

Да почитай на досуге часок.

 Валерий Горбунов (ученик Аргуновской школы)

## Известные уроженцы
- Бетехтин Анатолий Владимирович (1931—2012) — советский военачальник, генерал армии.

## Достопримечательности
- Церковь Михаила Архангела[9]. Каменная церковь с обширной трапезной. В дни религиозных праздников верующая часть местного населения совершала моления с обходом храма по периметру, возложения монет и других приношений. При церкви также имелась колокольня, однако после закрытия храма в советское время колокольня была разрушена. В самом здании стал располагаться аргуновский хлебозавод (сейчас закрыт), а в настоящее время в нём находится хранилище пиломатериалов. Заросло и церковное кладбище.
- Церковь святого Георгия Победоносца[10]. Выполнена в стиле классицизма. Церковь двойная (двухъярусная): внизу — церковь Георгия Победоносца, а наверху — церковь Преображения Господня. В советское время храм был закрыт и превращён в склад промтоваров и хозяйственного имущества колхоза. Внутреннее убранство церкви подверглось значительным разрушениям. Сейчас храм реставрируется.
- Красная школа[11]. Красно-кирпичное двухэтажное здание с мезонином. Аргуновская школа основана в 1842 году, как церковно-приходская при церкви храма Святого Великомученика Георгия Победоносца. Около 1884 года создаётся земское двухклассное, а затем четырёхклассное училище. После Великой Октябрьской революции в 1918 году открывается начальная школа, которая в 1932 году преобразуется сначала в семилетнюю и получает название ШКМ (школа колхозной молодёжи), а затем в 1940—1941 годах в среднюю. Школа всегда была одной из самых крупных школ в Никольском районе. В 70-80 годы прошлого века в ней обучалось до 900 человек. Классы размещались в девяти приспособленных зданиях. И только в 1977 году было построено новое здание, в котором школа находится и в настоящее время.
- Клуб. Красно-кирпичное здание дореволюционной постройки. До революции в здании располагалось волостное управление и околоток (полицейский участок). Долгое время просуществовали внутренние тюремные камеры и второй деревянный этаж,.сгоревший в начале 50-х. Вместо второго этажа был надстроен большой мезонин (мансарда), который в 1981 заезжие вольнонаёмные рабочие разобрали, заменив на плоскую кровлю. С послевоенного времени и по настоящее время в здании располагается сельский клуб, проводятся вечера танцев и показы кинофильмов.